# Скрыпник, Алексей Викторович
Алексе́й Ви́кторович Скры́пник (укр. Скрипник Олексій Вікторович; род. 14 августа 1955, Кировск) — советский и украинский композитор и педагог. Ректор Донецкой государственной музыкальной академии имени С. С. Прокофьева (с 2010 по 2014 год). Заслуженный деятель искусств Украины (1999).

## Биография
Учился в Донецком государственном музыкально-педагогическом институте у А. И. Некрасова (год окончания — 1986). В 1988 году стал членом Союза композиторов Украины, через год начал преподавать в институте теорию музыки и композиции. С 1996 по 2009 — проректор Донецкой государственной консерватории имени С. С. Прокофьева. С 1999 — профессор ДГК им. Прокофьева. С 2010 по 2014 — ректор Донецкой государственной музыкальной академии имени С. С. Прокофьева. В 2014 году, в связи с событиями на Украине, переехал из Донецка в Киев. В настоящее время — главный учёный секретарь Национальной академии искусств Украины.
Председатель жюри в группе номинаций «Композиция» Всеукраинской открытой музыкальной олимпиады "Голос Країни".

## Достижения
Обладатель премий:
- им. Островского (1990)
- им. Ревуцкого (1991)
- третьей премии второго международного фестиваля в Киеве

Участник фестивалей современной музыки на Украине и за рубежом.
Кандидат искусствоведения.
Автор 14 опубликованных работ, среди которых 11 научных исследований, освещающих проблемы современных техник письма (алеаторики, научно-методической работы по вопросам полифонии и т. д.)

## Творчество
Произведения Скрыпника охватывают большое количество жанров — от классики до джаза и рок-музыки. Использует алеаторику и другие композиторские методы.

### Произведения
- Для симфонического оркестра:
  - 1988 — Симфония
  - 1986-87 — Слово о полку Игореве
  - 1993 — Сюита
- Для камерного оркестра:
  - 1994 — Скерцо
  - Перемена
  - Метаморфозы
- Произведения для рок-групп и хора